# Unión de San Antonio
Unión de San Antonio è un comune del Messico, situato nello stato di Jalisco.